# Yakitori
Yakitori (焼き鳥, やきとり, lit. ocell rostit a la graella), és un tipus de broqueta de pollastre japonesa, també coneguda com a kushiyaki (串焼、くしやき), lit. broqueta de pollastre.

## Característiques
El yakitori tradicional consisteix només de peces de pollastre i verdures, però en l'ús modern es refereix a qualsevol tipus carn de vaca, porc, peix, mariscs o kebab vegetal, que són enfilats en bastonets anomenats kushi. El yakitori és servit típicament amb sal o salsa teriyaki, que està feta bàsicament de mirin, sake dolç, salsa de soia i sucre. La salsa és aplicada sobre la carn punxada i després la broqueta és rostida a la graella.
El yakitori és un plat molt popular al Japó i a tota Àsia. Al Japó, molts treballadors consumeixen un yakitori i una cervesa de camí cap a casa, després de la feina. El yakitori és un acompanyament comú i barat a la cervesa en una izakaya.

## Plats comuns de yakitori
- yotsumi (四つ身, pit de pollastre)
- atsuage tofu (厚揚げとうふ, tofu fregit en oli abundant)
- enoki maki (エノキ巻き, bolets enoki embolicats amb fetas de porc)
- pīman (ピーマン, pebrot verd)
- negima (ねぎ間, escalunyes i pit de pollastre)
- nankotsu (軟骨, cartílag de pollastre)
- rebā (レバー, fetge de pollastre)
- tsukune (つくね, mandonguilla de pollastre)
- torikawa (とりかわ, pell de pollastre)
- tebasaki (手羽先, ala de pollastre)
- asuparabēkon (アスパラベーコン, espàrrec embolicat amb porc)
- butabara (豚ばら, ventre de porc)
- ikada (筏, ceba gal·lesa)

## Plats semblants
- Pintxo basc
- Espetada malaguenya
- Satay oriental
- Shashlik rus
- Xix kebab persa
- Suvlaki o Kalamaki grec
- Anticucho peruà.

## Altres significats
Entre enginyers d'aviació i pilots japonesos, els ocells succionats per un motor de reacció s'anomenen yakitori.
Una peça "Yakitori" apareix també al Mahjong japonès. És una fitxa amb un retrat d'un pardal en una broqueta. Cada jugador comença el joc amb una peça de Yakitori sobre la taula a la seva dreta. En completar una mà el jugador pot treure la seva peça "Yakitori". Qualsevol jugador que falla en completar una mà i que per tant té encara la seva peça "Yakitori" sobre la taula al final del joc ha de pagar una multa.